# Sclerolinon digynum
Sclerolinon digynum är en linväxtart som först beskrevs av Asa Gray, och fick sitt nu gällande namn av C. M. Rogers. Sclerolinon digynum ingår i släktet Sclerolinon och familjen linväxter. Inga underarter finns listade i Catalogue of Life.